# Distrito electoral de Cleveland (condado de Howard, Nebraska)
Cleveland (en inglés: Cleveland Precinct) es un distrito electoral ubicado en el condado de Howard en el estado estadounidense de Nebraska. En el Censo de 2010 tenía una población de 194 habitantes y una densidad poblacional de 1,86 personas por km².

## Geografía
Cleveland se encuentra ubicado en las coordenadas 41°4′59″N 98°30′30″O / 41.08306, -98.50833. Según la Oficina del Censo de los Estados Unidos, Cleveland tiene una superficie total de 104.06 km², de la cual 102.6 km² corresponden a tierra firme y (1.4%) 1.46 km² es agua.

## Demografía
Según el censo de 2010, había 194 personas residiendo en Cleveland. La densidad de población era de 1,86 hab./km². De los 194 habitantes, Cleveland estaba compuesto por el 96.39% blancos, el 2.58% eran de otras razas y el 1.03% pertenecían a dos o más razas. Del total de la población el 3.09% eran hispanos o latinos de cualquier raza.